# Jorge Sampaoli
Jorge Luis Sampaoli Moya (født 13. marts 1960 i Casilda, Argentina) er en argentinsk fodboldtræner, der siden 2017 har stået i spidsen for Argentinas landshold.
Sampaoli har tidligere været træner for blandt andet Chiles landshold, Sevilla FC i den spanske La Liga samt for Club Universidad de Chile i den chilenske liga.